# Municipio de Hudson (Minnesota)
El municipio de Hudson (en inglés: Hudson Township) es un municipio ubicado en el condado de Douglas en el estado estadounidense de Minnesota. En el año 2010 tenía una población de 876 habitantes y una densidad poblacional de 9,65 personas por km².

## Geografía
El municipio de Hudson se encuentra ubicado en las coordenadas 45°48′20″N 95°19′32″O / 45.80556, -95.32556. Según la Oficina del Censo de los Estados Unidos, el municipio tiene una superficie total de 90.8 km², de la cual 85,84 km² corresponden a tierra firme y (5,47 %) 4,96 km² es agua.

## Demografía
Según el censo de 2010, había 876 personas residiendo en el municipio de Hudson. La densidad de población era de 9,65 hab./km². De los 876 habitantes, el municipio de Hudson estaba compuesto por el 98,06 % blancos, el 0,23 % eran afroamericanos, el 0,34 % eran amerindios y el 1,37 % eran de una mezcla de razas. Del total de la población el 0,34 % eran hispanos o latinos de cualquier raza.